# Liceu Passos Manuel
A Escola Básica e Secundária Passos Manuel é uma escola pública localizada ao fundo da Calçada do Combro, à direita, junto à Igreja do Convento de Jesus, na freguesia da Misericórdia, em Lisboa, outrora denominada de Liceu de Passos Manuel.
É a principal instituição do Agrupamento de Escolas Passos Manuel que é composto por mais cinco estabelecimentos de ensino: escolas do 1.º Ciclo com Jardim de Infância (Gaivotas, Luísa Ducla Soares, Maria Barroso, Padre Abel Varzim e S. José).

## História

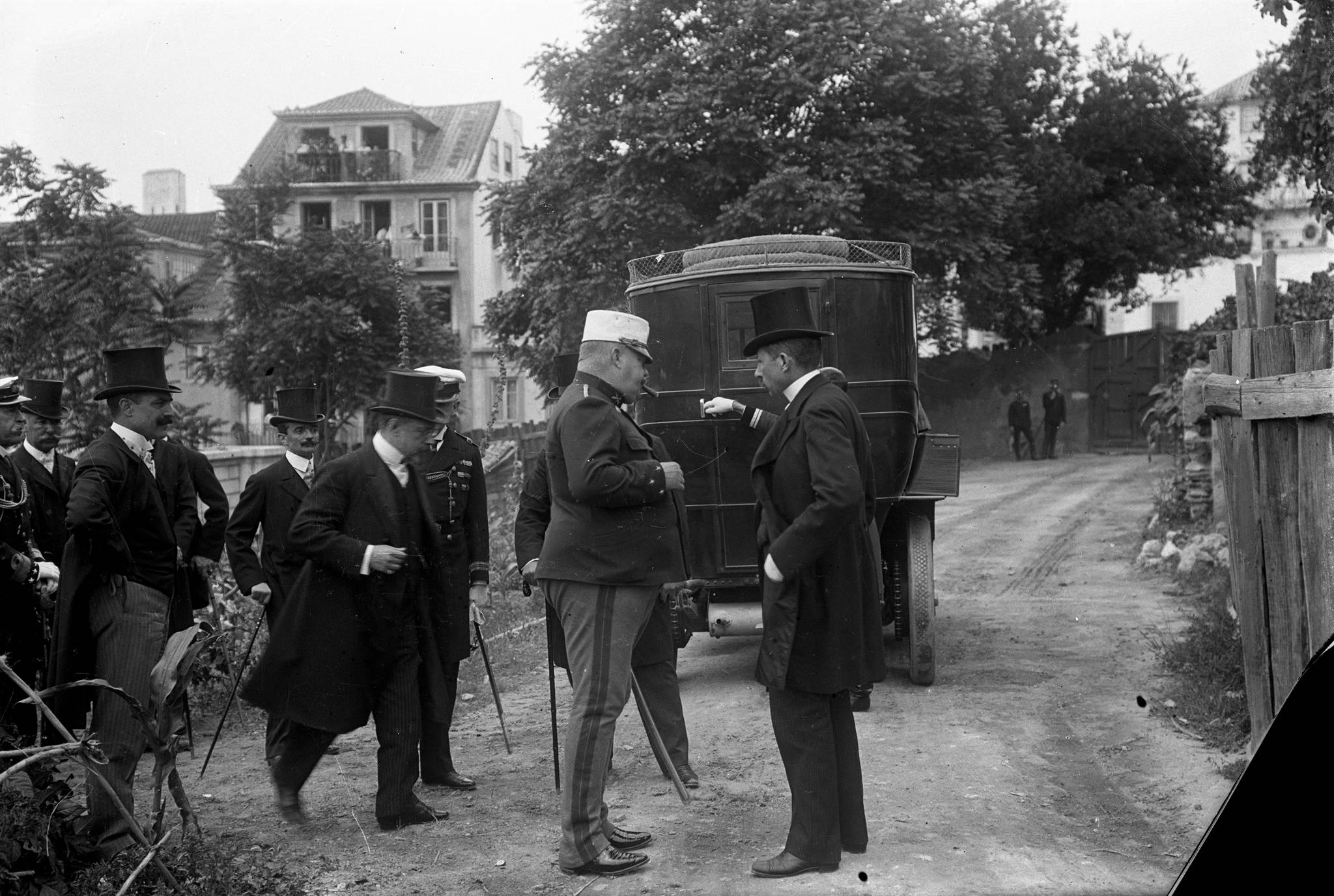
D. Carlos e João Franco, no local onde havia de ser construído o Liceu Passos Manuel, em 1907.

Foi construída no início do século XX e inaugurada a 9 de janeiro de 1911, como Liceu de Passos Manuel (Lyceu de Passos Manuel segundo a grafia da época). Com a extinção do ensino liceal e a sua integração no ensino secundário unificado, a escola passou a designar-se Escola Secundária de Passos Manuel, ainda que continue a ser frequentemente referida pela antiga designação.
Personalidades portuguesas das mais variadas áreas estudaram na escola, das quais se destacam Manuel de Arriaga, Cesário Verde, Mário de Sá Carneiro, Rafael Bordalo Pinheiro, Columbano Bordalo Pinheiro, Lopes Graça, Alfredo Keil, João Villaret, Robles Monteiro, Miguel Bombarda ou Adelaide Cabete, entre muitos outros.

### Modernização pela empresa pública Parque Escolar
As obras de modernização da Escola Secundária de Passos Manuel, geridas pela empresa pública Parque Escolar, custaram mais 46,5% do que estava inicialmente previsto, devido sobretudo a uma série de "trabalhos a mais" entregues à Mota-Engil, a empresa responsável pela obra. Estes trabalhos não resultaram de "circunstâncias imprevistas" e violam as disposições legais em vigor. A empreitada custou mais de 23 milhões de euros, quando o estimado inicialmente era de cerca de 16 milhões. 
Após as obras de recuperação, tornou-se num edifício classificado como Monumento de Interesse Público pelo IGESPAR que, tendo arrecadado o prémio Europa Nostra.